# Квантовая статистическая механика
Квантовая статистическая механика – статистическая механика, применяемая к квантовомеханическим системам. Для перехода от классической статистической механики к квантовой предположение классической статистической механики о том, что все допустимые области фазового пространства можно считать равновероятными, заменяется предположением, что все допустимые состояния имеют равные вероятности. Математически это означает, что все интегралы по фазовому пространству заменяются суммами по всем собственным состояниям квантовой системы.

## Постулаты квантовой статистической механики
Обозначим через {\displaystyle \mid \Psi {\mathcal {i}}} вектор гильбертова пространства, описывающий состояние  произвольной полностью изолированной квантовомеханической системы. Пусть число частиц в системе равно {\displaystyle N}, объём системы равен {\displaystyle V}, значение энергии системы находится между {\displaystyle E} и {\displaystyle E+\Delta } ({\displaystyle \Delta \ll E}), {\displaystyle H} - гамильтониан системы. Обозначим {\displaystyle {\mathcal {f}}\Phi _{n}{\mathcal {g}}} полную ортонормированную систему волновых функций, в которой каждая функция  {\displaystyle \Phi _{n}} есть волновая функция {\displaystyle N} частиц, находящихся в объёме {\displaystyle V} и является собственной функцией оператора Гамильтона {\displaystyle H}, соответствующей собственному значению {\displaystyle E_{n}}: {\displaystyle H\Phi _{n}=E_{n}\Phi _{n}}. В любой момент времени волновая функция  {\displaystyle \Psi } полностью изолированной системы может быть представлена как линейная суперпозиция стационарных волновых функций {\displaystyle {\mathcal {f}}\Phi _{n}{\mathcal {g}}}: {\displaystyle \Psi =\sum _{n}c_{n}\Phi _{n}}, где {\displaystyle c_{n}} - комплексные числа.

### Постулат равной априорной вероятности
{\displaystyle {\overline {(c_{n},c_{n})}}={\begin{cases}1,&{\mbox{(E}}<E_{n}<E+\Delta )\\0,&{\mbox{in other cases}}\end{cases}}}

### Постулат случайных фаз
{\displaystyle {\bar {(c_{n},c_{m})}}=0(n\neq m)}

## Измеряемая величина
Опираясь на постулаты, можно представить волновую функцию системы в виде: {\displaystyle \Psi =\sum _{n}b_{n}\Phi _{n}}, где {\displaystyle |b_{n}|^{2}={\begin{cases}1,&{\mbox{(E}}<E_{n}<E+\Delta )\\0,&{\mbox{in other cases}}\end{cases}}}
где фазы комплексных чисел {\displaystyle {\mathcal {f}}b_{n}{\mathcal {g}}} являются случайными величинами.
Измеряемая величина, соответствующая оператору {\displaystyle X}, даётся формулой: {\displaystyle \langle X\rangle ={\frac {\sum _{n}|b_{n}|^{2}(\Phi _{n},X\Phi _{n})}{\sum _{n}|b_{n}|^{2}}}}.